# Margaritifera auricularia

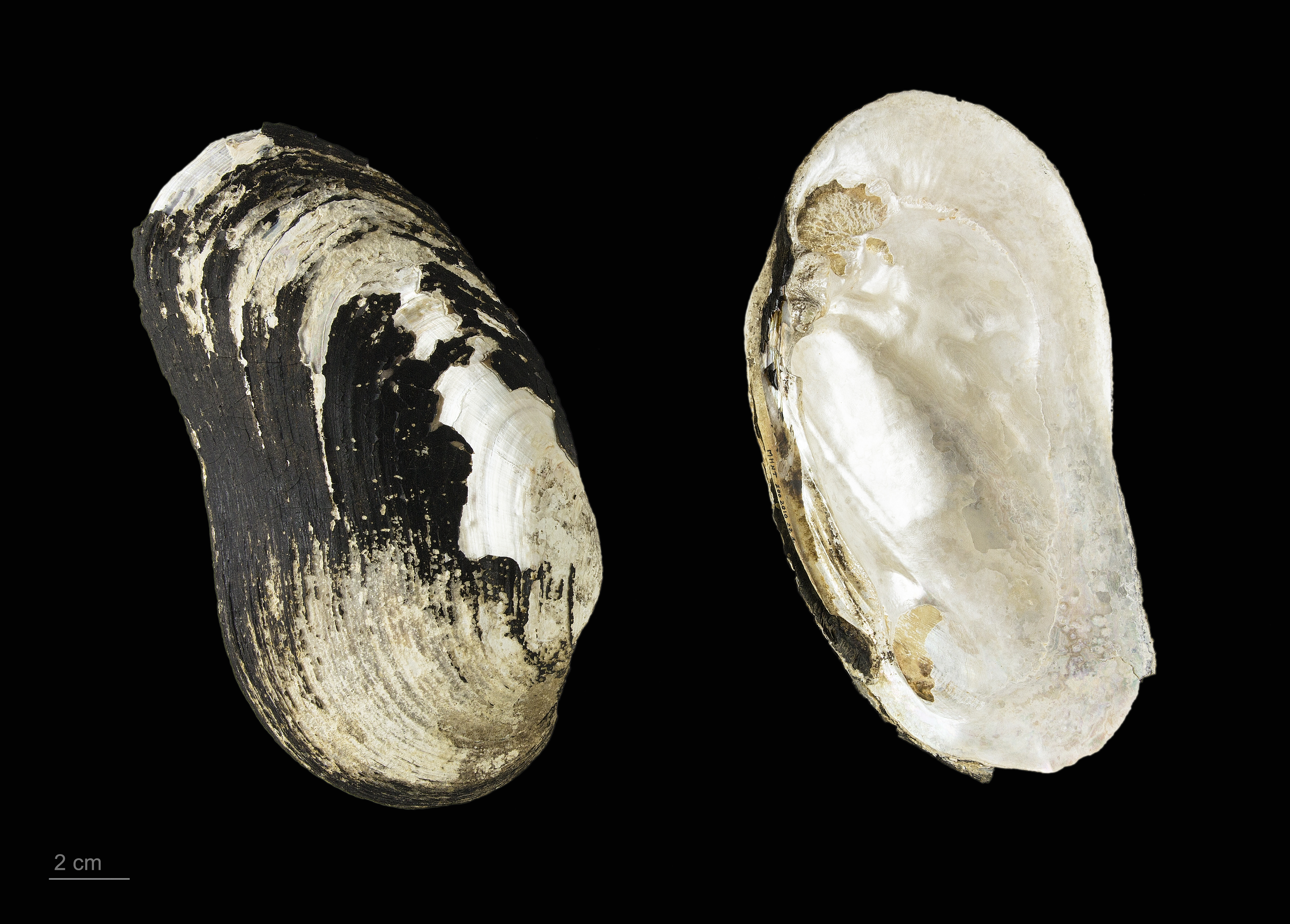
Margaritifera auricularia - MHNT

Margaritifera auricularia ou náiade auriculada é um molusco bivalve, de água doce, da família Margaritiferidae. É uma espécie criticamente ameaçada de extinção, segundo os critérios da IUCN (1996).
Em 1983 o seu estatuto de ameaça era Indeterminado (Wells et al. 1983), em 1990 era Vulnerável (IUCN 1990) e em 1994 estava classificada como Ameaçada (Groombridge 1994).
É uma espécie estritamente protegida pela União Europeia, encontrando-se incluída no Anexo IV da Directiva 92/43/CEE do Conselho (Directiva Habitats). Está também incluída no Anexo II da Convenção de Berna.
Como outras espécies do gênero, esta se reproduz através de larvas natantes e parasitárias em brânquias de peixes. Os adultos costumam ser unissexuais, mas em algumas espcécies as fêmeas isoladas podem se tornar hermafroditas para fecundar seus própriios ovos.
Uma vez formadas as larvas, elas são paulatinamente libertadas na água, no intento de serem fortuitamente "respiradas" por algum peixe compatível. Nestes elas se fixam firmemente nas brânquias, causando poucos problemas, salvo quando em grande infestação. Já foram tidos por peças de altíssimo valor no passado, sendo pertencentes apenas à realeza e proibida sua pesca por vulgos.